# Marcel André J. Gervais
Marcel André Joseph Gervais. (né le 21 septembre 1931 à Elie (en), Manitoba et mort le 6 août 2023 à Ottawa) est un ecclésiastique canadien catholique romain et archevêque d'Ottawa.

## Biographie
Neuvième des quatorze enfants d'une famille de cultivateurs de tabac, Marcel Gervais grandit d'abord à Elie. Plus tard, la famille déménage à Sparta (en), Ontario. Gervais étudie à l'école de Sparta et ensuite au lycée Saint-Joseph à St. Thomas. Il étudie ensuite la philosophie et la théologie catholique au Séminaire Saint-Pierre à London, Ontario. Le 31 mai 1958, Gervais ordonné prêtre pour le diocèse de London. Après avoir poursuivi ses études à l'Université pontificale Saint-Thomas-d'Aquin à Rome (1958-1959), à l'Institut biblique pontifical (1959-1960) et à l'École biblique et archéologique française de Jérusalem (1960-1961), il obtient une licence en sciences bibliques.
De retour dans son pays, Gervais enseigne les études bibliques au séminaire Saint-Pierre de London de 1962 à 1976. De 1974 à 1979, il dirige le Centre international d'éducation religieuse du Verbe divin à London. Parallèlement, il conseille la Commission internationale pour l'anglais dans la liturgie de 1974 à 1978 et fait partie du comité d'éducation de l'Organisation catholique pour le développement et la paix de 1975 à 1980.
Le pape Jean-Paul II le nomma évêque auxiliaire à London et évêque titulaire de Rossmarkaeum (de) le 19 avril 1980. L'ordination sacerdotale lui est conférée par l'évêque de Londres, John Michael Sherlock, le 11 juin de la même année, dans la cathédrale Saint-Pierre de London, Ontario. Les co-consécrateurs sont Charles Aimé Halpin, archevêque de Regina, et Aloysius Ambrozic, évêque auxiliaire de Toronto. Gervais choisit comme devise Evangelizare (« Évangéliser »). En tant qu'évêque auxiliaire, Gervais fait partie des commissions pour la liturgie et pour la doctrine de la foi au sein de la Conférence des évêques du Canada.
Le 3 mai 1985, Jean-Paul II le nomme évêque du Sault-Sainte-Marie. Il est installé dans ses fonctions le 17 juin de la même année. En 1989, le deuxième synode diocésain de Sault-Sainte-Marie se tient sous sa direction. Le 13 mai 1989, Jean-Paul II le nomme archevêque coadjuteur d'Ottawa. Après la retraite de Joseph-Aurèle Plourde, Gervais lui succède comme archevêque d'Ottawa le 27 septembre 1989. De 1991 à 1993, Gervais est également président de la Conférence des évêques du Canada. En 1997, il participe à l'Assemblée spéciale pour l'Amérique du Synode des évêques sur le thème Rencontre avec Jésus-Christ vivant - chemin de conversion, de communion et de solidarité en Amérique.
Le 14 mai 2007, le pape Benoît XVI accepte sa demande de démission pour raison d'âge. Gervais décède en août 2023 à l'Unité de soins palliatifs Bruyère à Ottawa.

## Œuvre
- L'Évangile de Jean: un commentaire, Ottawa, Conférence des évêques catholiques du Canada, 2016 (ISBN 978-0-88997-782-2)